# Ostamarasi
Ostamarasi (indonesisch Amarasi Timur) ist ein indonesischer Distrikt (Kecamatan) im Westen der Insel Timor.

## Geographie
| „Dorf“ (Desa) | Verwaltungssitz | Fläche    | Einwohner | Bevölkerungs- dichte |
| ------------- | --------------- | --------- | --------- | -------------------- |
| Pakubaun      | Noehaen         | 92,97 km² | 2680      | 29                   |
| Oebesi        | Siuf            | 42,99 km² | 2319      | 54                   |
| Rabeka        | Rabe            | 9,97 km²  | 1604      | 161                  |
| Enoraen       | Bikoen          | 16,98 km² | 1432      | 84                   |

Der Distrikt befindet sich an der Küste der Timorsee, im Südosten des Regierungsbezirks Kupang der Provinz Ost-Nusa-Tenggara (Nusa Tenggara Timur). Nördlich liegen die Distrikte Amabi Oefeto und Ost-Amabi-Oefeto (Amabi Oefeto Timur) und westlich Amarasi und Südamarasi (Amarasi Selatan). Jenseits einer Flussmündung im Osten befindet sich der Regierungsbezirk Südzentraltimor (Timor Tengah Selatan) mit seinem Distrikt Süd-Amanuban (Amanuban Selatan). Vor der Küste dehnt sich die Insel Menipo aus.
Ostamarasi hat eine Fläche von 162,91 km² und teilt sich in die vier Desa Pakubaun, Oebesi, Rabeka und Enoraen. Der Verwaltungssitz befindet sich in Noehaen. Das tropische Klima teilt sich, wie sonst auch auf Timor, in eine Regen- und eine Trockenzeit.

## Flora
Im Distrikt finden sich Vorkommen von Lontarpalmen, Bambus, Kokospalmen, Teak, Mahagoni und Lamtoro.

## Einwohner
2017 lebten in Ostamarasi 8035 Einwohner. 4203 waren Männer, 3832 Frauen. Die Bevölkerungsdichte lag bei 49 Personen pro Quadratkilometer. 921 Personen bekannten sich zum katholischen Glauben, 7417 waren Protestanten und 41 Personen muslimischen Glaubens. Im Distrikt gab es sieben katholische und 18 protestantische Kirchen.

## Wirtschaft, Infrastruktur und Verkehr
Die meisten Einwohner des Distrikts leben von der Landwirtschaft. Als Haustiere werden Rinder (20.450), Pferde (51), Schweine (16.283), Ziegen (3.742) und Hühner (14.160) gehalten. Auf 1251 Hektar wird Mais angebaut, auf 154,6 Hektar Reis, auf 210 Hektar Maniok, auf vier Hektar Süßkartoffeln, auf neun Hektar Erdnüsse und auf fünf Hektar grüne Bohnen. Daneben erntet man Kürbis, Tomaten, Bananen, Mango,s Papayas, Jackfrüchte, Wassermelonen, Kokosnüsse, Kapok, Lichtnüsse, Arecanüsse, Cashewnüsse, Lontar und Muskatnüsse.
In Ostamarasi gibt es drei Kindergärten, 13 Grundschulen, sechs Mittelschulen und drei weiterführende Schule. Zur medizinischen Versorgung stehen ein kommunales Gesundheitszentrum (Puskesmas) in Oebesi, vier medizinische Versorgungszentren (Puskesmas Pembantu) und ein Hebammenzentrum (Polindes) zur Verfügung. Neun Hebammen und fünf Krankenschwestern arbeiten im Distrikt, allerdings kein Arzt.
2750 Kilometer Straßen sind mit Kies bedeckt. Asphaltierte Straßen gibt es im Distrikt nicht. Der öffentliche Verkehr wird betrieben durch 25 Pick-Ups, 24 Lastwagen und 17 Motorrädern.